# Galeruca spectabilis
Galeruca spectabilis (лат.) — вид листоедов (Chrysomelidae) из подсемейства козявок (Galerucinae).

## Описание
Голова, чёрная. Лоб и темя красные. Переднеспинка тёмно-красная. По её бокам имеются черноватые пятна с нечёткими очертаниями.

## Распространение
Распространён на Балканском полуострове, в Турции, Сирии, Иране и в Центральной Азии.